# 林則徐
林 則徐（りん そくじょ、Lín Zéxú、1785年8月30日（乾隆50年7月26日） - 1850年11月22日（道光30年10月19日））は、中国清代の官僚、政治家。欽差大臣を2回務めている。
字は少穆（しょうぼく、Shǎomù）。諡は文忠（ぶんちゅう、Wénzhōng）。イギリスによる阿片密輸の取り締まりを断行した第一人者であり、これに対する制裁としてイギリスは阿片戦争を引き起こした。

## 経歴
福建省閩侯県（現・福州市鼓楼区中山路19号）に生まれる。父は科挙に挑戦してことごとく失敗したため、貧しい教師生活をしていた。林則徐はこの父の無念を晴らすべく学問に励み、1811年（嘉慶16年）、27歳の時に科挙に合格し進士となる。北京の翰林院に入った林則徐は、多くの行政資料を目の当たりにしてその研究に励んだという。その後地方官を歴任し、当時問題とされてきた農村の再建と、それに欠かせない治水問題に積極的に関わるとともに、不正な官吏の大量処分を断行した。彼の地方行政官としての手腕は今日でも高く評価されている。また、彼の阿片根絶の取り組みもこの時の経験から強く意識されたものであると考えられている。
1837年（道光17年）に湖広総督（現在の湖北省と湖南省を合わせた地方の長官）になる。この時に管内での阿片根絶に実績を上げ、黄爵滋の「阿片厳禁論」に賛同し上書した。その実績と議論の精密さを道光帝は評価し、1838年に林則徐を阿片禁輸の欽差大臣に任命した。
1839年（道光19年）、広東に到着した林則徐は、イギリス商人が持っている阿片を全て没収し、処分した。これに怒ったイギリス商人たちは林則徐に抗議し、最終的に阿片戦争を引き起こすことになった（詳しくは阿片戦争の項を参照）。
現地のイギリス商人を支援するために派遣されたイギリスの東洋艦隊は、広東ではなく北京に近い天津に現れた。間近に艦隊を迎えた清の上層部は狼狽し、慌てて林則徐を解任し、イギリスの意を迎えることに必死になった。林則徐の後任となったキシャン（琦善）がひたすらイギリスに低姿勢で臨んだ結果、清が大幅に譲歩した南京条約を結ぶことになった。
ムジャンガによって欽差大臣を解任された林則徐は西域辺境の新疆のイリに左遷された。しかし、林則徐はここで農地改革を行い、善政を布いた事で住民から慕われた。林則徐にとってもこの場所で南下するロシア帝国の脅威を実見できた事は大きな収穫であり、進士の後輩に対し「将来清の最大の脅威となるのはイギリスよりもむしろロシアだろう」と言い残した。これが後の左宗棠らの塞防派を形作ることになった。（事実、イリは1871年7月にロシアに占領されている。）
1849年（道光29年）に隠棲したが、太平天国の乱が勃発すると召し出され、太平天国に対する欽差大臣に任命された。そして任地に赴く道中に普寧で病死した。両広総督兼南洋大臣などをつとめた沈葆楨（1820年 - 1879年）の妻は、林則徐の娘、林普晴（1821年 - 1873年）である。

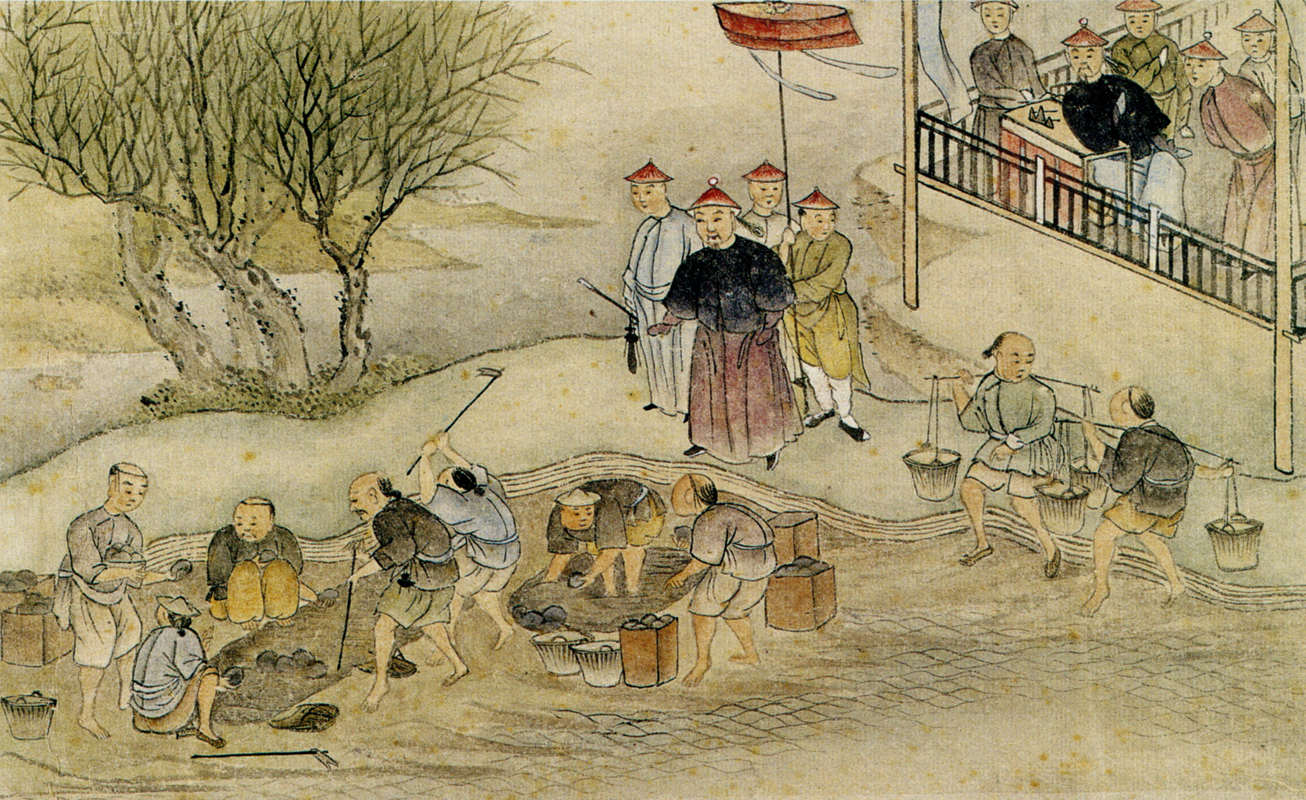
阿片を処分する林則徐
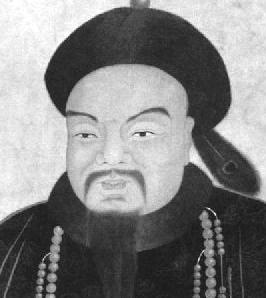
林則徐

### 西欧についての調査・考察
林則徐は、広東でアヘン取締りの任に就くにあたり、幕僚に袁徳輝などの英文の堪能な人物を加え、さらに広州医療伝道会のアメリカ人医師ピーター・パーカーの協力も得て、英字誌や、西欧の地理書、国際法や兵器等に関する文献を翻訳し収集して研究していた。これにより林則徐は、外国商人の来航・貿易自体を禁ずることは非現実的で不可能であるとの認識に至っており、またイギリス側が清国側の西欧事情の無知に乗じようとしても隙を与えなかった。
欽差大臣解任後、林則徐は、転任先の新疆イリへの赴任の途上、揚州で親交のある魏源を訪ね、収集した西欧の翻訳文献等を託した。魏源は託された文献資料をもとに『海国図志』を著した。『海国図志』は日本にも伝えられ、幕末の有識者の海外情勢・国防についての認識に多大な影響を与えた。

### ロシアに関する考察
新疆イリに左遷後、林則徐は、ロシアと国境を接する現地の実情に触れ、以後陝甘総督に就任して現地を離れるまでの3年間、現地でロシアについて考察を行い、『俄羅斯国紀要』を著した。林則徐は、イギリス・ロシア双方に接した経験から、イギリスよりもロシアの方が清の国防上脅威となると認識しており、この考えを交流のある要人に伝えた。三女の夫である沈葆楨はこの考えを受け継いでおり、また、1849年（道光29年）、林則徐が雲貴総督を退任後、福建への帰郷途上の長沙で左宗棠の訪問を受けて会談した際には、ロシアに関する収集資料を与えている。彼等をはじめとする、国防上の重点を対ロシア政策に置く指導者は、「塞防派」と呼ばれることとなる。

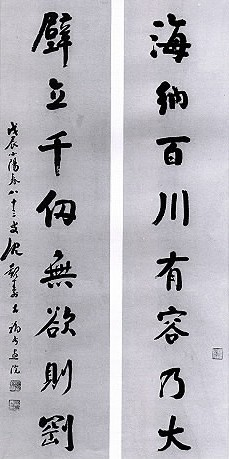
林則徐の書。右の「海納百川有容乃大」は中国語版ウィキペディアの副題に用いられている。
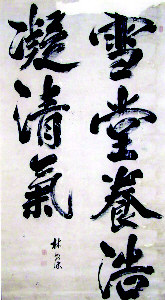
林則徐の書

## 評価
林則徐が解任された理由の一つとして、当時の清の官僚には、広東の商人から賄賂を受け取っている者が多く、林則徐によりその金が絶たれた事を、恨む者がいた事がある。もし林則徐が、そのまま広東で指揮を取り続けていれば、イギリスを撃退できたのではないか、という仮定は、それほど無理なものとも言えず、後世の中国人は強く惜しんだ。また、直隷（首都圏、現在の河北省）の再開発を行い、財政・国防上に資するべきであるという長年温めてきた構想（『畿輔水利議』）を、欽差大臣就任直後に上奏したために、他の高官（当時の出世コースであった直隷総督経験者が多かった）から「自分達の直隷での仕事ぶりを怠慢だと誹謗された」との恨みを買った事も、原因の一つであるとされている。
常に清廉潔白で私事を省みず、左遷されても常に国家の事を考え続けた姿は、後世の人間から深く尊敬されている。

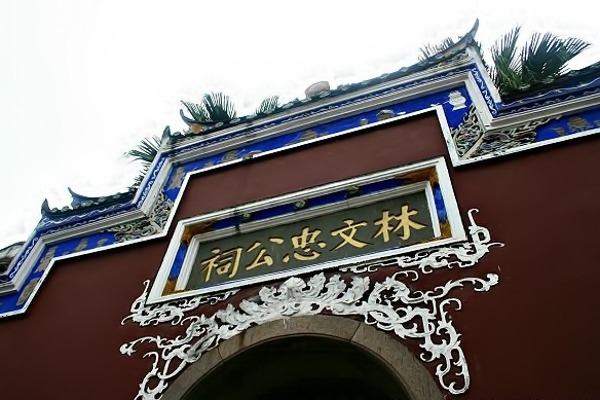
福州の林文忠公祠

## 子息
- 長男：林汝舟（1814年 - 1861年） - 道光18年（1838年）に科挙に合格し進士となった。同期には曽国藩がいる。
- 三女：林普晴（1821年 - 1873年） - 沈葆楨の妻。沈葆楨は道光27年（1847年）に科挙に合格し進士となった。同期には李鴻章がいる。

## 林則徐の印

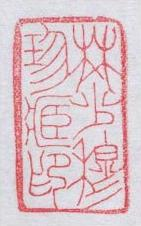
林則徐の印章。「林少穆珍蔵印」と刻まれている。

林則徐の印（1833年 趙之琛 刻：印譜所載）が2007年に日本国内で発見された。

## 演じた俳優
- 市川猿之助 (2代目) － 『阿片戦争』（1943年日本、監督：マキノ正博）
- 趙丹 － 『阿片戦争』（1959年中国、監督：鄭君里、岑範）
- 鮑国安 － 『阿片戦争』（1997年中国、監督：謝晋）

## 関連項目

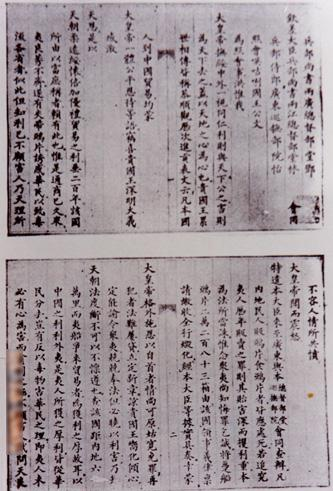
ヴィクトリア女王にあてた書簡